# Дуранд, Мерседес
Мерседес Дуранд (исп. Mercedes Durand; 9 августа 1933, Сан-Сальвадор, Сальвадор — 7 июля 1999, Мехико, Мексика) — сальвадорская поэтесса и журналистка.

## Биография
Мерседес Дуранд родилась в Сан-Сальвадоре 9 августа 1933 года. Она принадлежала к поколению сальвадорских поэтов и писателей, прозванных «поколением ответственности» или «поколением стремящихся», которые дебютировали в 1950-х годах в группе «Октябрь».
В 1952 — 1958 годах изучала литературу на факультете философии и литературы в Национальном автономном университете Мексики, получая стипендию от сальвадорского правительства, во главе которого находился полковник Оскар Осорио. На протяжении всей жизни занимала руководящие посты в сфере телевидения и радиовещания Сальвадора. Возглавляла редакции и сотрудничала с многочисленными литературными журналами Мексики и Сальвадора, такими, как «Дорога» (исп. Hoja) и «Неделя» (исп. Semana). С 1960 по 1970 год в качестве профессора преподавала в университете Сальвадора на факультете гуманитарных наук.
Мерседес Дуранд была замужем за поэтом Маурисио де ла Сельвой, от которого родила единственного ребёнка. Она умерла в Мехико, где преподавала в университете, 7 июля 1999 года.

## Сочинения
- «Пространства» (исп. Espacios, 1955)
- «Элементарные сонеты» (исп. Sonetos elementales, 1958)
- «Стихи о человеке и рассвете» (исп. Poemas del hombre y del alba, 1961)
- «Руки в огне» (исп.  Las manos en el fuego, 1969) — в соавторстве с Давидом Эскобаром-Галиндо
- «Руки и века» (исп. Las manos y los siglos, 1970)
- «Хуэго де Гуиха» (исп. Juego de Güija, 1970)
- «Все ветра» (исп. Todos los vientos, 1972)
- «Огнём и мечом» (исп. A sangre y fuego, 1980)
- «Сара, луна, девушка и другие стихи» (исп. Sarah, la luna, la muchacha y otros poemas, 1982)
- «Партизаны волн и другие эссе» (исп. La guerrilla de las ondas y otros ensayos)

## Премии
- Первое место на фестивале Усулутан, 1960.
- Второе место на фестивале Нуэва Сан-Сальвадор, 1960.
- Премия Национального конкурса культуры, 1967. Присуждена за книгу «Руки в огне».
- Премия Литературного конкурса Латиноамериканского общества писателей и журнала «Эквадор», 1970. Присуждена за книгу «Руки и века».